# Johan Hermansson

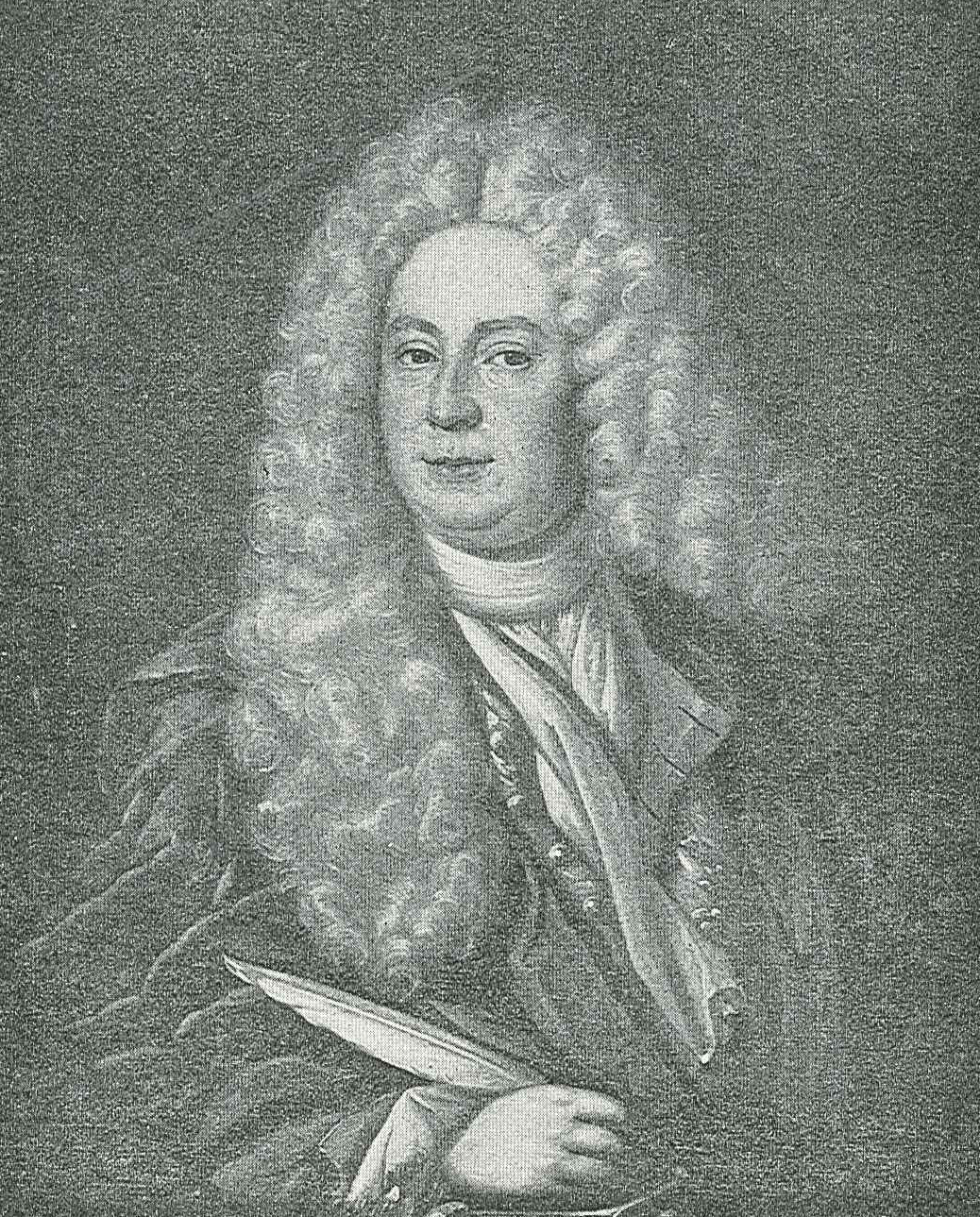
Johan Hermansson, målad av J. Klopper.

Johan (även Johannes) Hermansson, född den 18 september 1679 i Stockholm, död den 9 februari 1737 i Uppsala församling, Uppsala, var en svensk professor skytteanus.
Johan Hermansson föddes i Stockholm som son till köpmannen Herman Hermansson och Christina Hansdotter. Han inskrevs vid Uppsala universitet endast femton år gammal, och studerade juridik. 1707 utsågs han till adjunkt vid den juridiska fakulteten, trots att han inte avlagt någon examen. 1710 lämnade han den tjänsten för att bli informator i friherre Burenskiölds hushåll. Fem år senare utnämndes han till professor i naturrätt och rättsetik vid Lunds universitet, och gifte sig samma år med Burenskiölds släkting Margareta Steuchia. Han utsågs till professor skytteanus 1717 och fick samtidigt titeln lagman.
Bortsett från sina färdigheter i juridik, var han en framstående retor och produktiv författare.
Johan Hermansson var gift med Margareta Steuchia av adliga ätten Steuch, dotter till ärkebiskop Mattias Steuchius och tillhörande Bureätten. Deras barn adlades 1744 med namnet von Hermansson för faderns förtjänster. Sonen Matthias von Hermansson blev riksråd och upphöjdes till greve. Dennes bror Johan von Hermansson blev generalkvartermästare.